# Чумали Сајасон
Чумали Сајасон (лао. ຈູມມະລີ ໄຊຍະສອນ; 6. март 1936) је био генерални секретар Народне револуционарне партије Лаоса и председник Лаоса од 2006. до 2016.

## Биографија
Рођен је 1936. године у месту Атапу. Члан Политбироа Народне револуционарне партије Лаоса постао је 1991. године. Од 2001. до 2006. је био потпредседник партије, а од 1991. до 2001. године министар одбране Лаоса.
На чело партије дошао је 21. марта 2006. на њеном Осмом конгресу, а председник државе је постао 8. јуна исте године. Марта 2011. је на Деветом конгресу партије поновно био изабран за секретара, а у јуну исте године задржао и функцију председника на Седмом заседању Скупштине Лаоса.
Има чин генерал-пуковника војске Лаоса.
Ожењен је, али нема деце.